# Glyptodon
Glyptodon é um dos gêneros de gliptodonte, mamíferos pré-históricos da família Glyptodontidae que habitaram a América do Sul, sendo parentes distantes dos tatus. 
O nome do gênero Glyptodon deu origem ao nome da família dos gliptodontídeos (Glyptodontidae), significando "dente esculpido" (glyptos=esculpido e odontes=dentes), devido ao formato típico dos dentes destes animais.

## Ocorrência no Brasil
Atualmente existem em torno de 7 espécies descritas de Glyptodon, sendo que no Brasil existem apenas registros de duas espécies do gênero, sendo elas: 

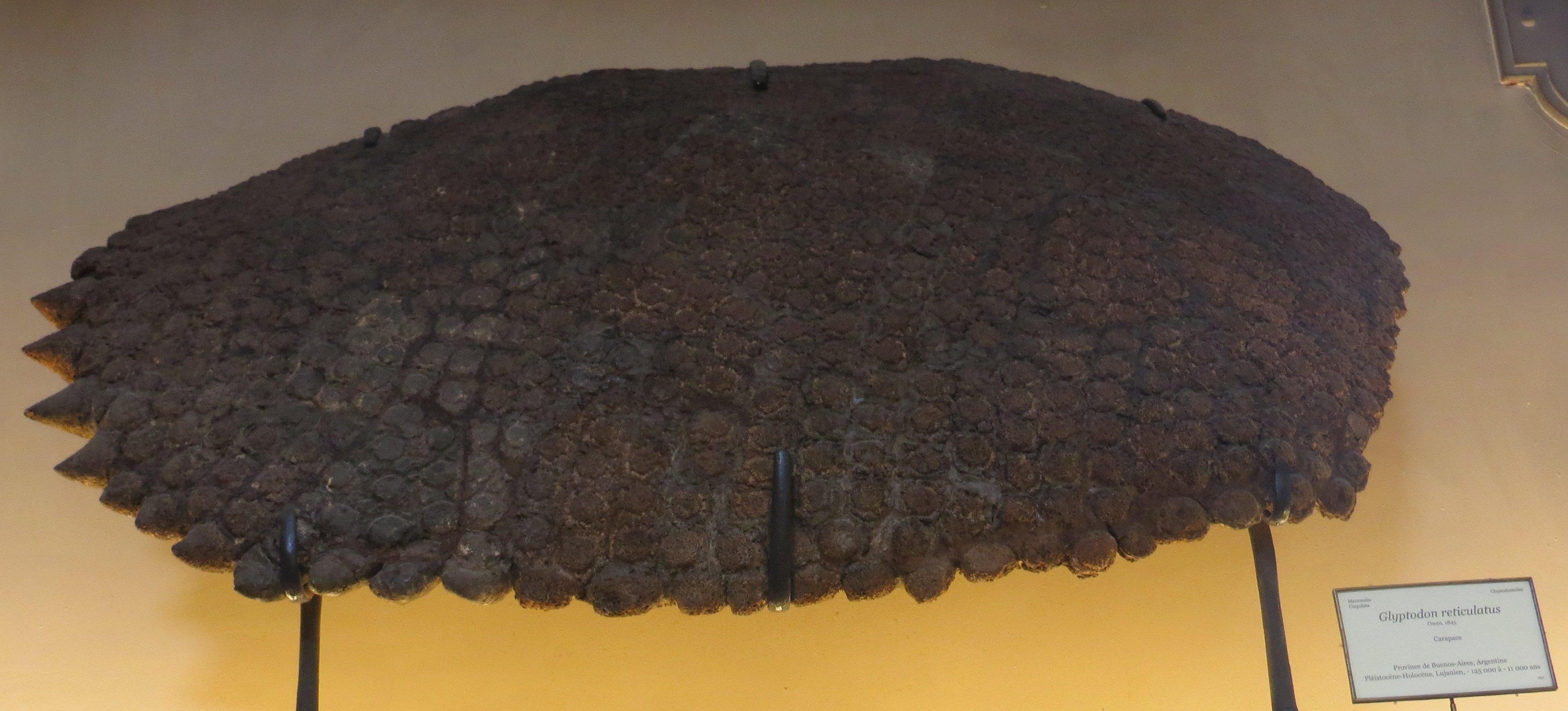
Carapaça de Glyptodon reticulatus.

- Carapaça de Glyptodon reticulatus.Glyptodon reticulatus (com registros no sul do país)[2]

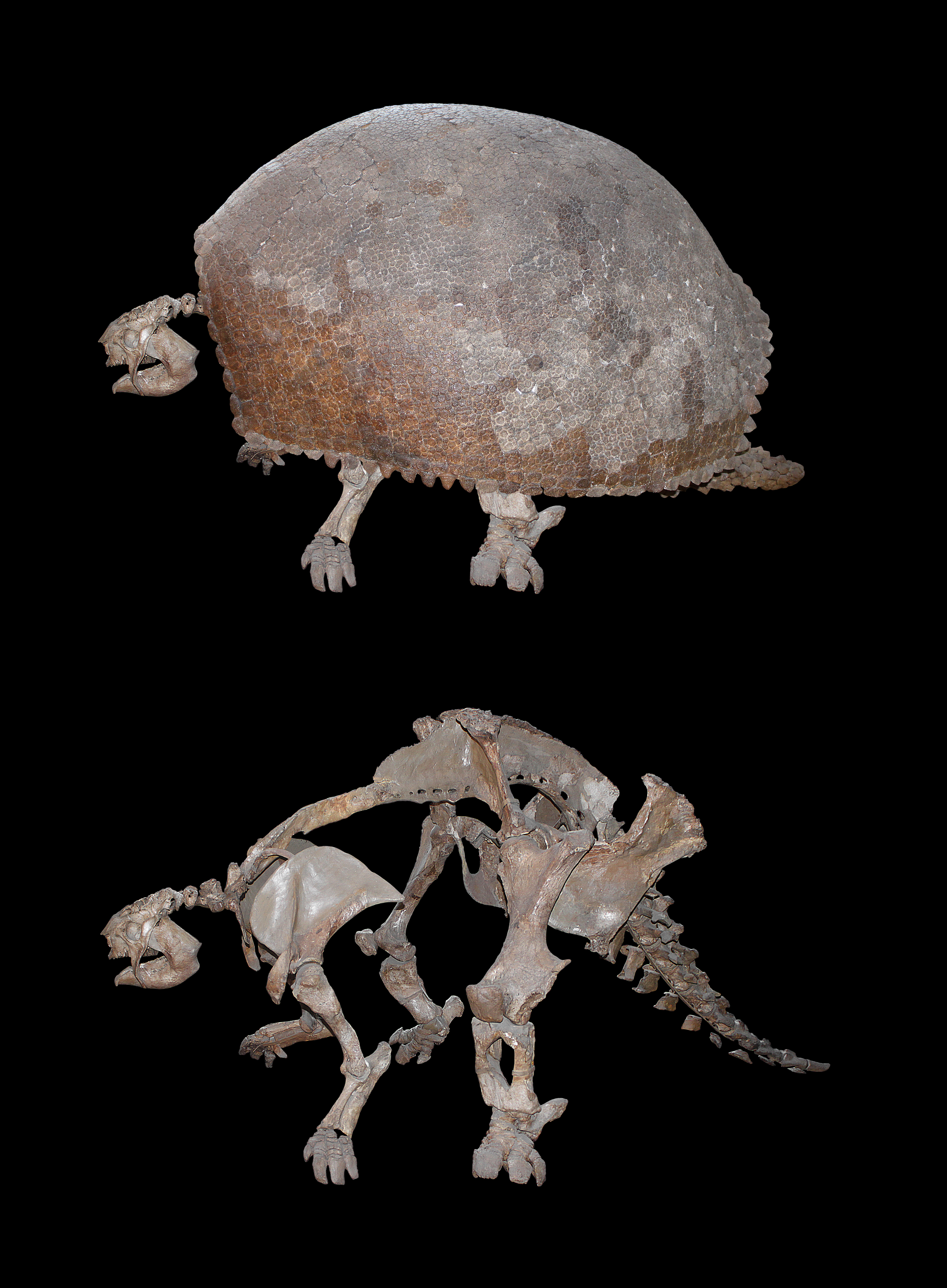
Fóssil de Glyptodon clavipes.

- Fóssil de Glyptodon clavipes.Glyptodon clavipes (com registros no sudeste, nordeste e norte do país)[2]

No entanto outras espécies de gliptodontes habitaram o Brasil, mas pertencentes à outros gêneros, como Panochthus e Glyptotherium.